# Hči polka
Hči polka (fran. La fille du régiment) je komična opera v dveh dejanjih Gaetana Donizettija. Krstna predstava je bila 11. februarja 1840 v pariški Opéra-Comique. Orkestru je dirigiral avtor sam.
Skladatelj je opero napisal med svojim bivanjem v Parizu na francoski libreto, ki sta ga spisala Jules-Henri Vernoy de Saint-Georges in Jean-François Bayard. Za italijansko premiero je besedilo prevedel in predelal Callisto Bassi, prvič pa je bila izvedena 30. oktobra istega leta v milanski Scali.
Najbolj znan odlomek iz opere je tenorska arija Tonija "Ah! mes amis, quel jour de fête!", ki vsebuje kar devet visokih cejev. Na krstni predstavi jo je interpretiral francoski tenorist Mécène Marié de l'Isle. Ker je arija v operi postavljena sorazmerno kmalu po začetku, ko pevčev glas še ni dobro ogret, in zaradi devetih visokih tonov, se jo je ponekod oprijel vzdevek tenorski Mount Everest. Z njo je zaslovel tenorist Luciano Pavarotti, od naših pevcev pa Janez Lotrič.

## Vloge
- Tonio, mlad Tirolec - tenor
- Marija - sopran
- Markiz Birkenfeld - kontraalt
- Sulpice, narednik - bas
- desetnik - bas
- Hortenzij, služabnik - bas
- mladi kmet - tenor
- notar - govorna vloga
- vojvodinja Krakenthorp - govorna vloga
- francoski vojaki, Tirolci, služabniki vojvodinje Krakenthorp

## Vsebina
Dogajanje se vrši na Tirolskem.

## Glasbeni primer
- Tonijeva arija v izvedbi tenorista Floreza